# Alfonso Montecino
Alfonso Montecino (* 28. Oktober 1924 in Osorno, Chile; † 15. August 2015 in Bloomington, Indiana, Vereinigte Staaten) war ein chilenischer Pianist, Komponist und Musikpädagoge.
Montecino studierte am Konservatorium der Universidad de Chile und war Klavierschüler von Claudio Arrau. Er studierte Komposition bei Randall Thompson an der Princeton University, bei Bohuslav Martinů am Mannes College of Music, bei Roger Sessions an der Juilliard School of Music und bei Edgar Varèse an der Columbia University.
Als Pianist trat er in Europa, Asien und Amerika auf. Bekannt wurden seine Aufführungen des gesamten Wohltemperierten Klaviers von Bach, das er mehr als dreißig Mal spielte, sowie sämtlicher 32 Klaviersonaten von Beethoven. Daneben wirkte er bis zu seiner Emeritierung als Professor für Klavier an der Musikschule der Indiana University in Bloomington.
Montecino komponierte mehr als fünfzig Werke, darunter ein Klavierkonzert, dessen Uraufführung er beim Festival Latinoamericano de Música de Caracas selbst spielte, weitere Werke für Klavier und Orchester, zwei Streichquartette, ein Saxophonquartett, ein Trio für Klavier, Violine und Cello, eine Kantate, kammermusikalische und Chorwerke, Klavierstücke und Lieder.